# Maniola cheena
Maniola cheena är en fjärilsart som beskrevs av Moore 1865. Maniola cheena ingår i släktet Maniola och familjen praktfjärilar. Inga underarter finns listade i Catalogue of Life.